# 香花狸藻
香花狸藻（学名：Utricularia odorata）为狸藻屬似多年生中型食虫植物。其种加词“odorata”来源于拉丁文“odoratus”，意为“芬芳的，香的”，指其花朵具香味。香花狸藻分布于亚洲（柬埔寨、老挝、泰国及越南）和澳大利亚（北领地）。香花狸藻陆生于低海拔的潮湿草原中。1920年，弗朗索瓦·佩列格林（François Pellegrin）最先发表了香花狸藻的描述。

## 外部連結
- 食虫植物照片搜寻引擎中香花狸藻的照片

 维基共享资源上的相關多媒體資源：香花狸藻
 維基物種上的相關：香花狸藻
·